# 利沃尼亚韵律诗编年史
利沃尼亚韵律诗编年史（德語：Livländische Reimchronik；英語：
）是以高地德语写成的编年史。其中包含了1180年至1343年间利沃尼亚地区的详细历史。

## 旧编年史
这首编年史是用于十字军骑士进餐时朗诵的。它最原本的功能就是鼓舞骑士的斗志，并宣扬北方十字军入侵的合法性。它将十字军北上的过程戏剧性的浪漫化和夸大化了。不过有人对在进餐时间朗诵它持有异议，他们认为在进餐时应该朗诵圣经或者一些上帝的训诂，这样骑士们可以“在获得食物的营养的同时得到上帝精神的哺育”。此外，利沃尼亚韵律诗编年史以高地德语写成，但利沃尼亚骑士团的骑士大多来自低地德国，说低地德语，造成了他们对诗文的理解困难。但支持者认为，大量描述战斗、扩张和征服的诗文可以吸引更多的年轻人为宝剑骑士团和条顿骑士团效力。

## 新编年史
14世纪40年代末期，新的利沃尼亚韵律诗编年史由利沃尼亚骑士团大团长的随行牧师巴塞洛缪·霍内克用低地德语写成。主要讲述了1343年发生的爱沙尼亚人号召骑士团骑士一同屠杀爱沙尼亚贵族，后来骑士们反过来屠杀了爱沙尼亚人的故事。如今原文已经散佚，但改编而写成的散文流传到了今天。